# Woman III
Woman III é uma pintura do pintor expressionista abstrato Willem de Kooning. Woman III faz parte de uma série de seis pinturas de De Kooning feitas entre 1951 e 1953 em que o tema central era uma mulher. Mede68 by 48 1⁄2 in (1.73 by 1.23 m)  e foi concluído em 1953.
Do final dos anos 1970 a 1994, essa pintura fez parte da coleção do Museu de Arte Contemporânea de Teerã, mas após a revolução de 1979, essa pintura não pôde ser exibida devido a regras rígidas estabelecidas pelo governo sobre as artes visuais e o que elas representam. Finalmente, em 1994, foi discretamente negociado por Thomas Ammann Fine Art para David Geffen pelo restante do manuscrito persa do século XVI, o Tahmasbi Shahnameh.
Em novembro de 2006, a pintura foi vendida pela Geffen ao bilionário Steven A. Cohen por US $ 137,5 milhões, tornando-a a décima segunda pintura mais cara já vendida.[carece de fontes?]